# Miseria e nobiltà (film, 1914)
Pour les articles homonymes, voir Miseria e nobiltà.
Pour plus de détails, voir Fiche technique et Distribution.
Miseria e nobiltà est un film italien réalisé par Enrico Guazzoni, sorti en 1914. Le film est tiré de la pièce Misère et Noblesse d'Eduardo Scarpetta. 

## Fiche technique
- Titre : Miseria e nobiltà
- Réalisation : Enrico Guazzoni
- Pays d'origine : Royaume d'Italie
- Format : Noir et blanc - 1,33:1 - Film muet
- Date de sortie : 1914

## Distribution
- Eduardo Scarpetta : Felice Sciosciammocca
- Gennaro Della Rossa : Pasquale
- Titina De Filippo : Gemma